# Selfish jean
Selfish Jean é uma música da banda Travis, conhecida principalmente por seu videoclipe protagonizado pelo humorista Demetri Martin, que usa diversas camisetas com trechos da música. A música pode ser encontrada no álbum "The Boy With No Name".